# Nisamia fumigata
Nisamia fumigata är en insektsart som först beskrevs av Mitjaev 1971.  Nisamia fumigata ingår i släktet Nisamia och familjen Meenoplidae. Inga underarter finns listade i Catalogue of Life.